# Bruno Minniti
Bruno Minniti, właściwie Luigi Mezzanotte (ur. 5 grudnia 1954 w Rzymie) – włoski aktor filmowy i telewizyjny.

## Kariera
Brał udział w telenowelach i fotoromansach takich jak Grand Hotel, Bolero i Cioè e Lancio. Grał w filmach niskobudżetowych, począwszy od włosko-chińskiej koprodukcji Yi Xiang meng (1977). Potem występował w rolach drugoplanowych, m.in. w dziwacznej komedii L'importante è non farsi notare (1979) i kiepskiej sensacyjnej komedii kryminalnej Le porno killers (1980) z Carmen Russo.
W 1983 przyjął nowy pseudonim Conrad Nichols i nową osobowość jako muskularny bohater akcji w filmach zainspirowanych sukcesem Arnolda Schwarzeneggera i Sylvestra Stallone. Zaczął od trylogii filmów Tonino Ricci: Thor Zdobywca (Thor il conquistatore, 1982), Rush (1983) i Rage - Fuoco incrociato (1984). Powrócił na ekran jako kapitan Williamson w filmie wojennym Dni piekła (I giorni dell'inferno, 1985).

## Filmografia
- Yi xiang meng  (1978)
- L'importante è non farsi notare (1979)
- Le porno killers (1980)
- Sbirri si nasce (1981)
- La dottoressa ci sta col colonnello (1980)
- La moglie in bianco... l'amante al pepe (1981)
- La dottoressa preferisce i marinai (1981) jako Tenente Lancetti
- Una vacanza del cactus (1981) jsko Piero, kadet
- Thor il conquistatore (1982) jako Thor
- Rush (1983) jako Rush
- Rage - Fuoco incrociato (1984)
- I giorni dell'inferno (1985) jako kapitan Williamson
- Alla ricerca dell'impero sepolto (1986)
- Pierino torna a scuola (1990) jako maestro Marozzi
- Club vacanze (1995) jako Bruno
- Buck e il braccialetto magico (1998)

## produkcje TV
- Sam & Sally (Raiuno 1979)
- Roy falco (Rosa & CHIC) (Raidue 1986)
- Jeans (Raitre 1987)
- Pronto è la rai (Raiuno 1987)
- Mi manda Lubrano (Raitre 1990)
- Un cane sciolto 3 (Raiuno 1991)
- Buck 2 (Mediaset 1999)
- Fine secolo (Raidue 2000)
- La squadra (Raitre 2001)
- Incantesimo 2 (Raiuno 2001)
- Incantesimo 3 (Raidue 2002)
- Settevite (Raidue 2007)
- Al posto tuo (Raidue 2008)
- Millevoci (2009)
- Festival Italia in musica (2009/2010)
- Millevoci (2010)
- I soliti ignoti (Raiuno 2010)
- Festival Italia in musica (2010/2011)
- Festival Italia in musica (2011/2012)
- Millevoci (2012)
- Festival Italia in musica (2012/2013)
- Millevoci (2013)
- Festival Italia in musica (2013/2014)
- Festival Italia in musica (2014/2015)
- Festival Italia in musica (2015/2016)
- Millevoci (2016)